# Tórtora terrestre de Cécile
La tórtora terrestre de Cécile (Metriopelia ceciliae) és un colom sud-americà, per tant un ocell de la família dels colúmbids (Columbidae) que habita zones àrides, matolls i ciutats del vessant occidental dels Andes, des del sud del Perú, a través de Bolívia fins al nord de Xile i zona limítrofa de l'Argentina.